# Papa Gregori XI
Gregori XI (Rosiers-d'Égletons, 1336 - † Roma, 27 de març de 1378) va ser papa de l'Església Catòlica del 1370 al 1378. Fou el setè i últim papa del pontificat d'Avinyó.
De nom Pierre Roger de Beaufort (Pere Roger de Belfort), igual que el seu oncle –el papa Climent VI–, que el va nomenar cardenal diaca en 1348 amb només divuit anys i canonge de la catedral de Tarragona amb el càrrec de cambrer, que comportava la jurisdicció d'una part de la vila de Reus, succeint Gozzio Battaglia quan aquest va morir. Pere Roger de Belfort signava els documents de la cambreria de Reus amb una de les roses del seu escut, que va quedar com a distintiu de la població i es pot veure encara a l'escut de la ciutat. Va exercir de cambrer i canonge de la Seu de Tarragona fins al 1370, quan va ser elegit papa, i el va succeir en la cambreria Pierre Flandrin.
Escollit papa per unanimitat el 30 de desembre del 1370, la seva consagració es va retardar fins al 5 de gener de l'any següent, ja que, en no ser sacerdot, va haver de prendre els ordes prèviament.
En el terreny polític, va fracassar en l'intent de reconciliar França i Anglaterra, immerses en la Guerra dels Cent Anys. Al contrari, però, va aconseguir que Enric II de Castella, Pere III d'Aragó i Carles el Dolent de Navarra no arribessin a les armes en les seves disputes territorials mitjançant diversos matrimonis concertats.
Seguint la mateixa política eclesial que els seus antecessors, va col·locar bisbes francesos al capdavant de les diòcesis italianes provocant el rebuig popular, que va ser aprofitat per Bernabó Visconti, senyor de Milà, per apoderar-se, el 1371, de Reggio de l'Emília i d'altres territoris pontificis. Gregori XI va respondre enviant una bulla d'excomunió a Bernabó, i aquest va obligar els legats papals que la hi van dur a menjar-se-la.
El papa li va declarar la guerra el 1372, que va ser favorable a Bernabó fins que Gregori va aconseguir el suport de l'emperador, de la reina de Nàpols, del rei d'Hongria i de John Hawkwood, cap de mercenaris anglesos que combatien en la Guerra dels Cent Anys.
Aquesta coalició de forces va obligar Bernabó a obrir converses de pau, i, subornant els legats pontificis, va aconseguir la signatura, el 1374, d'un acord molt favorable.
La crisi a Itàlia no es va solucionar, ja que Gregori mantingué els bisbes francesos en territori italià, i els florentins, temorosos que això augmentés la influència papal en la seva zona d'influència, s'aliaren amb Bernabó Visconti el 1375 i provocaren innombrables insurreccions als territoris pontificis, un conflicte anomenat la Guerra dels Vuit Sants, en el qual John Hawkwood va lluitar a favor dels Estats Pontificis.
El papa respongué posant Florència sota un interdicte, excomunicant els seus habitants i declarant il·legals les seves possessions. Les pèrdues econòmiques dels florentins van fer que busquessin la intermediació de Caterina de Siena, que va viatjar a Avinyó per entrevistar-se amb Gregori. Caterina no va aconseguir reconciliar els florentins amb el papa, però el que sí que va aconseguir va ser convèncer Gregori XI que tornés a Roma i fixés novament a la Ciutat Eterna la seu pontifícia.
El 17 de gener de 1377, Gregori XI va tornar a Roma, retorn que, tanmateix, no va posar fi a les hostilitats. Al contrari, es van agreujar a causa dels esdeveniments de Cesena, on el cardenal legat, i futur antipapa Climent VII, va ordenar massacrar la població, la qual cosa va revoltar de tal manera el poble romà que el papa es va veure novament obligat a marxar de Roma i tornar a Avinyó a finals de maig de 1377. Va tornar novament a Roma el 7 de novembre, encara que només la seva mort, el 26 de març del 1378, li va impedir el retorn a Avinyó que desitjava, ja que se sentia amenaçat al mateix palau pontifici.
Gregori XI va ser l'últim papa del període avinyonenc i l'últim papa occità.
Va condemnar les doctrines del reformador anglès John Wycliffe (±1320-1384).
En les profecies de sant Malaquies, aquest papa és designat com Novus de virgine forti ("El nou de verge forta"), que fa referència al nom de la seva família, Beaufort, i al títol de cardenal de St. Marie la Neuve que tenia abans de ser elegit pontífex.